# 結城萌子
結城 萌子（ゆうき もえこ、3月31日 - ）は、日本の歌手、声優である。KSR所属。
業務提携先はジャストプロ。
2018年3月までは綿 めぐみ（わた めぐみ）の芸名で活動していた。

## 経歴
香港で生まれた。幼い頃に日本へ移り住み、各地を転々とした。7歳か8歳の頃よりピアノを習ったのち、中学校では吹奏楽部に所属し、フルートを担当した。アニメや漫画が身近にある環境で育ったため、自然とアニメや漫画を愛するようになった。アニメと漫画とゲームに関わる仕事に就きたいと考えていた頃、Tokyo Recordingsのプロデューサーの小袋成彬と共通の知り合いだった人物に「ソロの女性シンガーを探している人がいるから、ちょっと歌ってみない?」と声をかけられて、Tokyo Recordingsと出会った。
2014年、アルバム『災難だわ』をライヴ会場とウェブ通販の限定でリリースした。2016年、初の全国流通盤となるミニ・アルバム『ブラインドマン』がリリースされた。同作のリリースに先駆けて、初のワンマン・ライヴが開催された。（以上、綿めぐみ名義）
2018年、結城萌子に芸名を改め、同年10月より、文化放送インターネットラジオ「超!A&G+」にてレギュラー番組『結城萌子のいま、おきました。』がスタート。2019年1月に公開された劇場アニメ『あした世界が終わるとしても』への出演で本格的に声優デビューを果たす。
2019年8月に作詞・作曲に川谷絵音、編曲に菅野よう子を迎えたリード・トラック「さよなら私の青春」を含むシングルEP『innocent moon』をWARNER MUSIC JAPANよりリリースしメジャーデビューを果たす。

## ディスコグラフィ

### シングル
|        | 発売日         | タイトル      | 規格品番   | 収録曲                                                | 備考                                                             |
| ------ | -------------- | ------------- | ---------- | ----------------------------------------------------- | ---------------------------------------------------------------- |
| 1st EP | 2019年08月28日 | innocent moon | WPCL-13091 | 1. さよなら私の青春 2. 散々花嫁 3. 幸福雨 4. 元恋人よ | 全曲の作詞・作曲を川谷絵音が担当 （3のみ、ちゃんMARIと共同作曲） |

### アルバム
|          | 発売日         | タイトル       | 規格品番  | 収録曲 | 備考              |
| -------- | -------------- | -------------- | --------- | --- | ----------------- |
| 1st mini | 2016年02月02日 | ブラインドマン | TRJC-1051 | 1. ブラインドマンは知っている 2. この街の夜は明るい星だけがきらり 3. ブラインドマン 4. 決心 5. ラン! ラン! ラン! 6. 追憶 7. インビジブルマン                             |                   |
| 1st      | 2016年03月16日 | 災難だわ       | TYO-0003  | 1. わかんない 2. 災難だわ 3. 東京の空はくもり 4. 都会 5. フラッフ 6. ごはん 7. マザー 8. わかった 9. 頼むぞ革命家、私は泳ぐ 10. 恋が曖昧 11. モンキージョージ 12. 山手線 | オリコン最高275位 |

### ゲスト参加
- Orland「Gold Digger」（2015年、『LUV CONNECTION E.P.』収録）[16]
- 禁断の多数決 「ロマンチック繁華街」(2015年)
- Takaryu「Layer」（2016年、『MANUAL』収録）[17]
- Bazz 「プリン飲すょ」 (2017年、『Pudding EP』収録)
- Takaryu「Left-Field」（2018年、『Resources』収録）
- Takaryu「Static Thought」（2018年、『Resources』収録）

### キャラクターソング
| 発売日         | 商品名                                                  | 歌                                           | 楽曲                                                  | 備考                                          |
| -------------- | ------------------------------------------------------- | -------------------------------------------- | ----------------------------------------------------- | --------------------------------------------- |
| 2020年5月10日  | Shine Purity〜輝きの純度〜                              | 星見プロダクション                           | 「Shine Purity〜輝きの純度〜」                        | 『IDOLY PRIDE』関連曲                         |
| 2021年2月10日  | IDOLY PRIDE                                             | 星見プロダクション                           | 「IDOLY PRIDE」                                       | テレビアニメ『IDOLY PRIDE』オープニングテーマ |
| 2021年2月10日  | IDOLY PRIDE                                             | 星見プロダクション                           | 「The Sun, Moon and Stars」                           | テレビアニメ『IDOLY PRIDE』エンディングテーマ |
| 2021年2月10日  | IDOLY PRIDE                                             | 星見プロダクション                           | 「サヨナラから始まる物語」                            | 『IDOLY PRIDE』関連曲                         |
| 2021年3月10日  | Shining Days                                            | サニーピース                                 | 「Shining Days」 「SUNNY PEACE HARMONY」              | 『IDOLY PRIDE』関連曲                         |
| 2021年10月27日 | IDOLY PRIDE Collection Album [奇跡]                     | 星見プロダクション                           | 「Fight oh! MIRAI oh!」                               | 『IDOLY PRIDE』関連曲                         |
| 2021年10月27日 | IDOLY PRIDE Collection Album [奇跡]                     | サニーピース                                 | 「サマー♡ホリデイ」                                   | 『IDOLY PRIDE』関連曲                         |
| 2021年12月22日 | IDOLY PRIDE Collection Album [約束]                     | サニーピース                                 | 「EVERYDAY! SUNNYDAY!」 「song for you」              | 『IDOLY PRIDE』関連曲                         |
| 2021年12月22日 | IDOLY PRIDE Collection Album [約束]                     | 一ノ瀬怜（結城萌子）、早坂芽衣（日向もか）   | 「ココロ Distance」                                   | 『IDOLY PRIDE』関連曲                         |
| 2021年12月22日 | IDOLY PRIDE Collection Album [約束]                     | 星見プロダクション                           | 「Pray for you」                                      | 『IDOLY PRIDE』関連曲                         |
| 2022年6月29日  | それを人は“青春”と呼んだ                                | サニーピース                                 | 「全力！絶対！！カウントダウン！！！」                | 『IDOLY PRIDE』関連曲                         |
| 2023年2月1日   | IDOLY PRIDE Collection Album [未来]                     | サニーピース                                 | 「SUNNY PEACE for You and Me！」                      | 『IDOLY PRIDE』関連曲                         |
| 2023年5月24日  | Gemstones                                               | 星見プロダクション                           | 「Gemstones」                                         | 『IDOLY PRIDE』関連曲                         |
| 2023年12月6日  | Let'sGo!Let'sGo!ピース！ピース！                        | サニーピース                                 | 「Let'sGo!Let'sGo!ピース！ピース！」 「Daytime Moon」 | 『IDOLY PRIDE』関連曲                         |
| 2024年3月20日  | IDOLY PRIDE Collection Album [chronicle]                | 星見プロダクション                           | 「MELODIES」                                          | 『IDOLY PRIDE』関連曲                         |
| 2024年3月20日  | IDOLY PRIDE Collection Album [chronicle]                | サニーピース                                 | 「Hi5でピースサイン！」                               | 『IDOLY PRIDE』関連曲                         |
| 2024年3月20日  | IDOLY PRIDE Collection Album [chronicle]                | 一ノ瀬怜（結城萌子）、佐伯遙子（佐々木奈緒） | 「Do you believe in music?」                          | 『IDOLY PRIDE』関連曲                         |
| 2024年3月20日  | IDOLY PRIDE Collection Album [chronicle]                | 一ノ瀬怜（結城萌子）                         | 「No.1☆」                                             | 『IDOLY PRIDE』関連曲                         |
| 2025年1月22日  | ラブリー♡♡♡♡♡♡                                          | サニーピース                                 | 「ラブリー♡♡♡♡♡♡」 「MELODIES（サニーピースver.）」   | 『IDOLY PRIDE』関連曲                         |
| 2025年3月19日  | IDOLY PRIDE Collection Album [Resonance]                | 星見プロダクション                           | 「パラダイス！」 「星色のカレイドスコープ」           | 『IDOLY PRIDE』関連曲                         |
| 2025年3月19日  | IDOLY PRIDE Collection Album [Resonance] 初回生産限定盤 | 一ノ瀬怜（結城萌子）                         | 「星色のカレイドスコープ」                            | 『IDOLY PRIDE』関連曲                         |
| 2025年3月22日  | ハレ晴レユカイ                                          | SOH団                                        | 「ハレ晴レユカイ」                                    | 『IDOLY PRIDE』関連曲                         |
| 2025年7月9日   | ありがとう to You                                       | 星見オールスターズ                           | 「ありがとう to You」                                 | 『IDOLY PRIDE』関連曲                         |

## 出演
太字はメインキャラクター。

### テレビアニメ
2021年
- IDOLY PRIDE（一ノ瀬怜）

2022年
- 黒の召喚士（女部下）

2023年
- テクノロイド オーバーマインド（子ども）
- 異世界ワンターンキル姉さん 〜姉同伴の異世界生活はじめました〜（メイドB）
- 君のことが大大大大大好きな100人の彼女（校内放送）

2024年
- ちいかわ (グレーの子たち)

### 劇場アニメ
- あした世界が終わるとしても（2019年、小野寺[20]）

### ゲーム
- ファントム オブ キル（2018年、モラルタ〈お上品〉[21]）
- ソフィアコネクタ（2019年、妖狐ウララ[22]）
- IDOLY PRIDE（2021年、一ノ瀬怜[23]）

### ドラマCD
- ドラマCD「朧月のレゴリス アリス・ギア・アイギス外伝」ムラクモ町田のマイ・フェア・レディ（2023年、桜ヶ丘美園[24]）

### ラジオ
- 結城萌子のいま、おきました。[25]（2018年10月 - 2019年6月　超!A&G+）

### ナレーション
- FC町田ゼルビアをつくろう〜ゼルつく〜 #60#61（2021年5月14日、AbemaTV）[26]

## 主なライブ
- 2015年06月21日 - やついいちろう presents YATSUI FESTIVAL! 2015
- 2015年07月18日 - LIQUIDROOM 11th ANNIVERSARY 「CULPOOL -wave 01-」
- 2016年01月22日 - BLINDMAN　綿めぐみ　ワンマンライブ　[27]（渋谷LOOP ANNEX）
- 2019年09月01日 -  innocent moon Release Event 〜ムーンライト・セレナーデ〜　[28]（南青山Future SEVEN）

### ユニットメンバー
1. 1 2 3 4 5 6  長瀬琴乃（橘美來）、川咲さくら（菅野真衣）、一ノ瀬怜（結城萌子）、伊吹渚（夏目ここな）、佐伯遙子（佐々木奈緒）、白石沙季（宮沢小春）、白石千紗（高尾奏音）、成宮すず（相川奏多）、早坂芽衣（日向もか）、兵藤雫（首藤志奈）
2. 1 2 3 4 5 6  川咲さくら（菅野真衣）、一ノ瀬怜（結城萌子）、佐伯遙子（佐々木奈緒）、白石千紗（高尾奏音）、兵藤雫（首藤志奈）
3. ↑  一ノ瀬怜（結城萌子）、早坂芽衣（日向もか）、白石千紗（高尾奏音）、白石沙季（宮沢小春）
4. ↑  長瀬琴乃（橘美來）、伊吹渚（夏目ここな）、白石沙季（宮沢小春）、成宮すず（相川奏多）、早坂芽衣（日向もか）、川咲さくら（菅野真衣）、一ノ瀬怜（結城萌子）、佐伯遙子（佐々木奈緒）、白石千紗（高尾奏音）、兵藤雫（首藤志奈）、天動瑠依（雨宮天）、鈴村優（麻倉もも）、奥山すみれ（夏川椎菜）、神崎莉央（戸松遥）、井川葵（高垣彩陽）、小美山愛（寿美菜子）、赤崎こころ（豊崎愛生）、fran（Lynn）、kana（田中あいみ）、miho（村川梨衣）